# فرنسيسكو دييغو ماسييل
فرنسيسكو دييغو ماسييل (بالإسبانية: Francisco Diego Maciel)‏ هو لاعب كرة قدم أرجنتيني في مركز الدفاع، ولد في 17 سبتمبر 1977 في بوينس آيرس في الأرجنتين. لعب مع ألماجرو وديبورتيفو إسبانول وريال مايوركا وريال مورسيا ونادي بوليفار ونادي راسينغ وهوراكان.

## وصلات خارجية
- فرنسيسكو دييغو ماسييل على موقع قاعدة بيانات كرة القدم.إي يو (الإنجليزية)
- فرنسيسكو دييغو ماسييل على موقع AS.com (الإسبانية)